# Pêdo-Pass
Der Pêdo-Pass, Pêdo La oder Pêdo Shankou (chin. 平都山口; engl. Pêdo Pass) ist ein Grenzpass im Himalaya zwischen Nepal und der Volksrepublik China.